# Вест-Сіті (Іллінойс)
Вест-Сіті (англ. West City) — селище (англ. village) в США, в окрузі Франклін штату Іллінойс. Населення — 656 осіб (2020).

## Географія
Вест-Сіті розташований за координатами 37°59′46″ пн. ш. 88°56′56″ зх. д. / 37.99611° пн. ш. 88.94889° зх. д. (37.996016, -88.948894).  За даними Бюро перепису населення США в 2010 році селище мало площу 4,21 км², з яких 4,16 км² — суходіл та 0,04 км² — водойми.

## Демографія
Згідно з переписом 2010 року, у селищі мешкала 661 особа в 307 домогосподарствах у складі 167 родин. Густота населення становила 157 осіб/км².  Було 343 помешкання (81/км²).
Расовий склад населення:
| - 94,1 % — білих - 1,8 % — азіатів - 0,3 % — корінних американців - 0,2 % — чорних або афроамериканців - 2,3 % — осіб інших рас |

До двох чи більше рас належало 1,4 %. Частка іспаномовних становила 3,9 % від усіх жителів.
За віковим діапазоном населення розподілялося таким чином: 19,1 % — особи молодші 18 років, 61,5 % — особи у віці 18—64 років, 19,4 % — особи у віці 65 років та старші. Медіана віку мешканця становила 42,3 року. На 100 осіб жіночої статі у селищі припадало 96,7 чоловіків;  на 100 жінок у віці від 18 років та старших — 93,1 чоловіків також старших 18 років.
Середній дохід на одне домашнє господарство  становив 43 674 долари США (медіана — 33 462), а середній дохід на одну сім'ю — 58 962 долари (медіана — 51 667). Медіана доходів становила 44 583 долари для чоловіків та 28 542 долари для жінок. За межею бідності перебувало 24,8 % осіб, у тому числі 25,5 % дітей у віці до 18 років та 13,1 % осіб у віці 65 років та старших.
Цивільне працевлаштоване населення становило 299 осіб. Основні галузі зайнятості: освіта, охорона здоров'я та соціальна допомога — 30,4 %, роздрібна торгівля — 19,4 %, науковці, спеціалісти, менеджери — 10,0 %, виробництво — 6,7 %.